# Nationaal Monument van de Weerstand

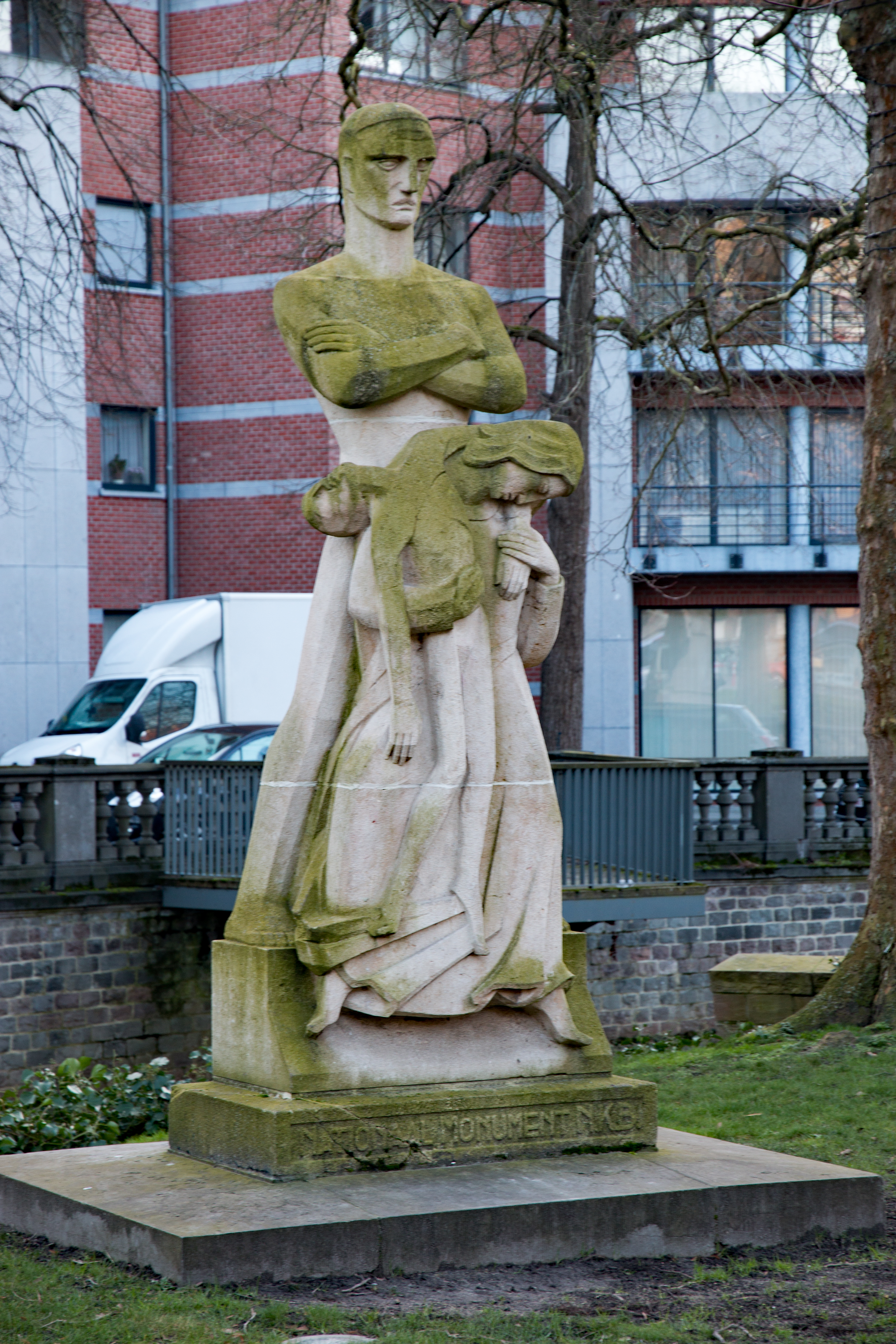
Nationaal Monument van de Weerstand in Leuven

Het Nationaal Monument van de Weerstand in Leuven (België) staat in de Dirk Boutslaan, aan de rechteroever van de rivier de Dijle. De Nationale Koninklijke Beweging bestelde het beeld, dat werd gebeeldhouwd door E. De Backer.
In 1959 werd het beeld ingehuldigd. Het stelt een weerstander voor die rechtop staat achter de lijdende bevolking tijdens de Tweede Wereldoorlog.